# Linea Keihin-Tōhoku
La Linea Keihin-Tōhoku (京浜東北線?, Keihin-Tōhoku-sen) è una linea ferroviaria che collega Ōmiya, la principale stazione della città di Saitama, con la stazione di Yokohama, nell'omonima città. È lunga 59,1 km ed è gestita dalla East Japan Railway Company. Ufficialmente la linea segue il percorso delle linee principali Tōkaidō (fra Yokohama e Tōkyō) e Tōhoku (fra Ōmiya e Tōkyō), tuttavia quest'ultima segue un percorso diverso fra Ueno e Akabane. Dopo aver fermato a Yokohama, tutti i treni proseguono verso Sakuragichō, Isogo e Ōfuna attraverso la linea Negishi; di conseguenza l'intera tratta Ōmiya-Ōfuna è conosciuta come Linea Keihin-Tōhoku - Negishi (京浜東北・根岸線?, Keihin-Tōhoku-Negishi-sen), e il suo colore sulla mappa, così come quello dei suoi treni, è l'azzurro.

## Storia
La Linea Keihin aprì nel 1914 sotto forma di tratto elettrificato tra la Stazione di Tokyo e la Stazione di Takashimachō a Yokohama, che in seguito sarà ribattezzata Yokohama quando la vecchia stazione di Yokohama assumerà il nome di Sakuragichō. La Linea Keihin fu estesa a nord attraverso la Linea Principale Tōhoku fino alla stazione di Akabane nel 1928 e alla stazione di Ōmiya nel 1932: questo servizio in origine era chiamato Linea Tōhoku-Keihin.
Nel 1956, la Linea Keihin-Tohoku fu fisicamente separata dalla Linea Yamanote tra Tamachi e Tabata, consentendo una maggiore frequenza dei convogli. Il servizio attraverso la Linea Negishi cominciò nel 1964. La frequenza del servizio aumentò nel 1968 e vent'anni dopo vennero introdotti i servizi rapidi per decongestionare la Yamanote.
Le ultime stazioni ferroviarie sulla linea, in ordine di apertura, risultano essere Saitama-Shintoshin, aperta nel 2000, e Takanawa Gateway, nel 2020.

## Servizi
Durante l'ora di punta i treni passano ogni 2-3 minuti, ogni 5 durante il giorno e con una frequenza minore nelle altre fasce orarie. La maggior parte dei treni sono classificati come locali (普通 futsū?), e fermano in tutte le stazioni. Durante il giorno ci sono anche dei treni rapidi (快速 kaisoku?) che saltano alcune stazioni nell'area centrale di Tōkyō dove la linea corre parallela alla linea Yamanote.

## Percorso
Nella tabella con R si indica la fermata dei treni rapidi:
- ● e ■: Il treno ferma (nelle stazioni segnate da "■" è possibile cambiare con la linea Yamanote presso il binario adiacente)
- ｜: il treno non ferma

| Stazione           | Giapponese       | Dist. da Ōmiya | R  | Collegamenti | Linea uff.               | Luogo              | Luogo         |
| ------------------ | ---------------- | -------------- | -- | --- | ------------------------ | ------------------ | ------------- |
| Ōmiya              | 大宮             | 0,0            | ●  | Tōhoku Shinkansen Jōetsu Shinkansen Hokuriku Shinkansen Akita Shinkansen Yamagata Shinkansen ■ Linea principale Tōhoku ■ Linea Shōnan-Shinjuku ■ Linea Saikyō ■ Linea Kawagoe ■ Linea Takasaki ■ Narita Express ● Linea Tōbu Noda ● Linea Ina | Linea principale Tōhoku  | Ōmiya-ku, Saitama  | Saitama       |
| Saitama-Shintoshin | さいたま新都心   | 1,6            | ●  | ■ Linea Utsunomiya ■ Linea Takasaki | Linea principale Tōhoku  | Ōmiya-ku, Saitama  | Saitama       |
| Yono               | 与野             | 2,7            | ●  | | Linea principale Tōhoku  | Urawa, Saitama     | Saitama       |
| Kita-Urawa         | 北浦和           | 4,3            | ●  | | Linea principale Tōhoku  | Urawa, Saitama     | Saitama       |
| Urawa              | 浦和             | 6,1            | ●  | ■ Linea Utsunomiya ■ Linea Takasaki | Linea principale Tōhoku  | Urawa, Saitama     | Saitama       |
| Minami-Urawa       | 南浦和           | 7,8            | ●  | ■ Linea Musashino | Linea principale Tōhoku  | Minami, Saitama    | Saitama       |
| Warabi             | 蕨               | 10,6           | ●  | | Linea principale Tōhoku  | Warabi, Saitama    | Saitama       |
| Nishi-Kawaguchi    | 西川口           | 12,5           | ●  | | Linea principale Tōhoku  | Kawaguchi, Saitama | Saitama       |
| Kawaguchi          | 川口             | 14,5           | ●  | | Linea principale Tōhoku  | Kawaguchi, Saitama | Saitama       |
| Akabane            | 赤羽             | 17,1           | ●  | ■ Linea Utsunomiya ■ Linea Takasaki Linea ■ Shōnan-Shinjuku ■ Linea Saikyō | Linea principale Tōhoku  | Kita, Tokyo        | Tokyo         |
| Higashi-Jūjō       | 東十条           | 18,9           | ●  | | Linea principale Tōhoku  | Kita, Tokyo        | Tokyo         |
| Ōji                | 大路             | 20,4           | ●  | Linea Namboku Linea Toden Arakawa | Linea principale Tōhoku  | Kita, Tokyo        | Tokyo         |
| Kami-Nakazato      | 上中里           | 21,5           | ●  | | Linea principale Tōhoku  | Kita, Tokyo        | Tokyo         |
| Tabata             | 田端             | 23,2           | ■  | Linea Yamanote | Linea principale Tōhoku  | Kita, Tokyo        | Tokyo         |
| Nishi-Nippori      | 西日暮里         | 24,0           | ｜ | ■ Linea Yamanote Linea Chiyoda Nippori-Toneri liner | Linea principale Tōhoku  | Arakawa            | Tokyo         |
| Nippori            | 日暮里           | 24.5           | ｜ | ■ Linea Yamanote ■ Linea Jōban ● Linea Keisei principale Linea Nippori-Toneri | Linea principale Tōhoku  | Arakawa            | Tokyo         |
| Uguisudani         | 鶯谷             | 25,6           | ｜ | ■ Linea Yamanote | Linea principale Tōhoku  | Taitō              | Tokyo         |
| Ueno               | 上野             | 26,7           | ■  | ■ Linea Jōban ■ Linea Takasaki ■ Linea principale Tōhoku ■ Linea Yamanote Tōhoku Shinkansen Hokuriku Shinkansen Jōetsu Shinkansen Yamagata Shinkansen Akita Shinkansen Linea Ginza Linea Hibiya                                               | Linea principale Tōhoku  | Taitō              | Tokyo         |
| Okachimachi        | 御徒町           | 27,3           | ｜ | ■ Linea Yamanote | Linea principale Tōhoku  | Taitō              | Tokyo         |
| Akihabara          | 秋葉原           | 28,3           | ■  | ■ Linea Yamanote ■ Linea Chūō-Sōbu ■ Linea principale Sōbu Linea Hibiya Tsukuba Express | Linea principale Tōhoku  | Chiyoda            | Tokyo         |
| Kanda              | 神田             | 29,0           | ｜ | ■ Linea Yamanote ■ Linea Chūō Rapida Linea Ginza | Linea principale Tōhoku  | Chiyoda            | Tokyo         |
| Tokyo              | 東京             | 30,3           | ■  | ■ Linea Chūō Rapida ■ Linea Keiyō ■ Linea Sōbu Rapida ■ Linea Tōkaidō ■ Linea Yamanote ■ Linea Yokosuka Tōhoku Shinkansen Yamagata Shinkansen Akita Shinkansen Jōetsu Shinkansen Hokuriku Shinkansen Tōkaidō Shinkansen Linea Marunouchi      | Linea principale Tōhoku  | Chiyoda            | Tokyo         |
| Tokyo              | 東京             | 30,3           | ■  | ■ Linea Chūō Rapida ■ Linea Keiyō ■ Linea Sōbu Rapida ■ Linea Tōkaidō ■ Linea Yamanote ■ Linea Yokosuka Tōhoku Shinkansen Yamagata Shinkansen Akita Shinkansen Jōetsu Shinkansen Hokuriku Shinkansen Tōkaidō Shinkansen Linea Marunouchi      | Linea principale Tōkaidō | Chiyoda            | Tokyo         |
| Yūrakuchō          | 有楽町           | 31,1           | ｜ | ■ Linea Yamanote Linea Yūrakuchō |                          | Chiyoda            | Tokyo         |
| Shimbashi          | 新橋             | 32,2           | ｜ | ■ Linea Yamanote ■ Linea principale Tōkaidō ■ Linea Yokosuka Linea Ginza Linea Asakusa ● Yurikamome | Minato                   |                    | Tokyo         |
| Hamamatsuchō       | 浜松町           | 33,4           | ■  | ■ Linea Yamanote Monorotaia di Tokyo | Minato                   |                    | Tokyo         |
| Tamachi            | 田町             | 34,9           | ■  | ■ Linea Yamanote | Minato                   |                    | Tokyo         |
| Takanawa Gateway   | 高輪ゲートウェイ | 36.2           | ■  | ■ Linea Yamanote Linea Asakusa (Sengakuji) | Minato                   |                    | Tokyo         |
| Shinagawa          | 品川             | 37,1           | ●  | ■ Linea Yamanote ■ Tōkaidō Shinkansen ■ Linea Principale Tōkaidō ■ Linea Yokosuka ● Linea Keikyū principale |                          |                    | Tokyo         |
| Ōimachi            | 大井町           | 39,5           | ●  | ■ Linea Rinkai ● Linea Tōkyū Ōimachi | Shinagawa                |                    | Tokyo         |
| Ōmori              | 大森             | 41,7           | ●  | | Ōta                      |                    | Tokyo         |
| Kamata             | 蒲田             | 44,7           | ●  | ● Linea Tōkyū Tamagawa ● Linea Tōkyū Ikegami | Ōta                      |                    |               |
| Kawasaki           | 川崎             | 48,5           | ●  | ■ Linea Principale Tōkaidō ■ Linea Nambu | Kawasaki, Kanagawa       | Kanagawa           |               |
| Tsurumi            | 鶴見             | 52,0           | ●  | ■ Linea Tsurumi | Tsurumi-ku, Yokohama     | Kanagawa           |               |
| Shin-Koyasu        | 新子安           | 55,1           | ●  | | Kanagawa-ku, Yokohama    | Kanagawa           |               |
| Higashi-Kanagawa   | 東神奈川         | 57,3           | ●  | ■ Linea Yokohama | Kanagawa-ku, Yokohama    | Kanagawa           |               |
| Yokohama           | 横浜             | 59,1           | ●  | ■ Linea Yokohama ■Linea Negishi ■Linea Tōkaidō ■Linea Yokosuka ■Linea Shōnan-Shinjuku ● Linea Tōkyū Tōyoko ●Linea Keikyū principale Linea Minatomirai Linea blu ●Linea Sagami principale                                                      | Nishi-ku, Yokohama       | Kanagawa           |               |
| Yokohama           | 横浜             | 59,1           | ●  | ■ Linea Yokohama ■Linea Negishi ■Linea Tōkaidō ■Linea Yokosuka ■Linea Shōnan-Shinjuku ● Linea Tōkyū Tōyoko ●Linea Keikyū principale Linea Minatomirai Linea blu ●Linea Sagami principale                                                      | Nishi-ku, Yokohama       | Kanagawa           | Linea Negishi |
| Sakuragichō        | 桜木町           | 61,1           | ●  | Linea blu | Naka-ku, Yokohama        | Kanagawa           |               |
| Kannai             | 関内             | 62,1           | ●  | Linea blu | Naka-ku, Yokohama        | Kanagawa           |               |
| Ishikawachō        | 石川町           | 62,9           | ●  | | Naka-ku, Yokohama        | Kanagawa           |               |
| Yamate             | 山手             | 64,1           | ●  | | Naka-ku, Yokohama        | Kanagawa           |               |
| Negishi            | 根岸             | 66,2           | ●  | | Isogo-ku, Yokohama       | Kanagawa           |               |
| Isogo              | 磯子             | 68,6           | ●  | | Isogo-ku, Yokohama       | Kanagawa           |               |
| Shin-Sugita        | 新杉田           | 70,2           | ●  | Linea Kanazawa Seaside | Isogo-ku, Yokohama       | Kanagawa           |               |
| Yōkōdai            | 洋光台           | 73,2           | ●  | | Isogo-ku, Yokohama       | Kanagawa           |               |
| Kōnandai           | 港南台           | 75,1           | ●  | | Kōnan-ku                 | Kanagawa           |               |
| Hongōdai           | 本郷台           | 77,6           | ●  | | Sakae-ku, Yokohama       | Kanagawa           |               |
| Ōfuna              | 大船             | 81,2           | ●  | ■Linea Tōkaidō ■Linea Yokosuka Monorotaia Shōnan | Kamakura, Kanagawa       | Kanagawa           |               |

## Materiale rotabile

### Corrente

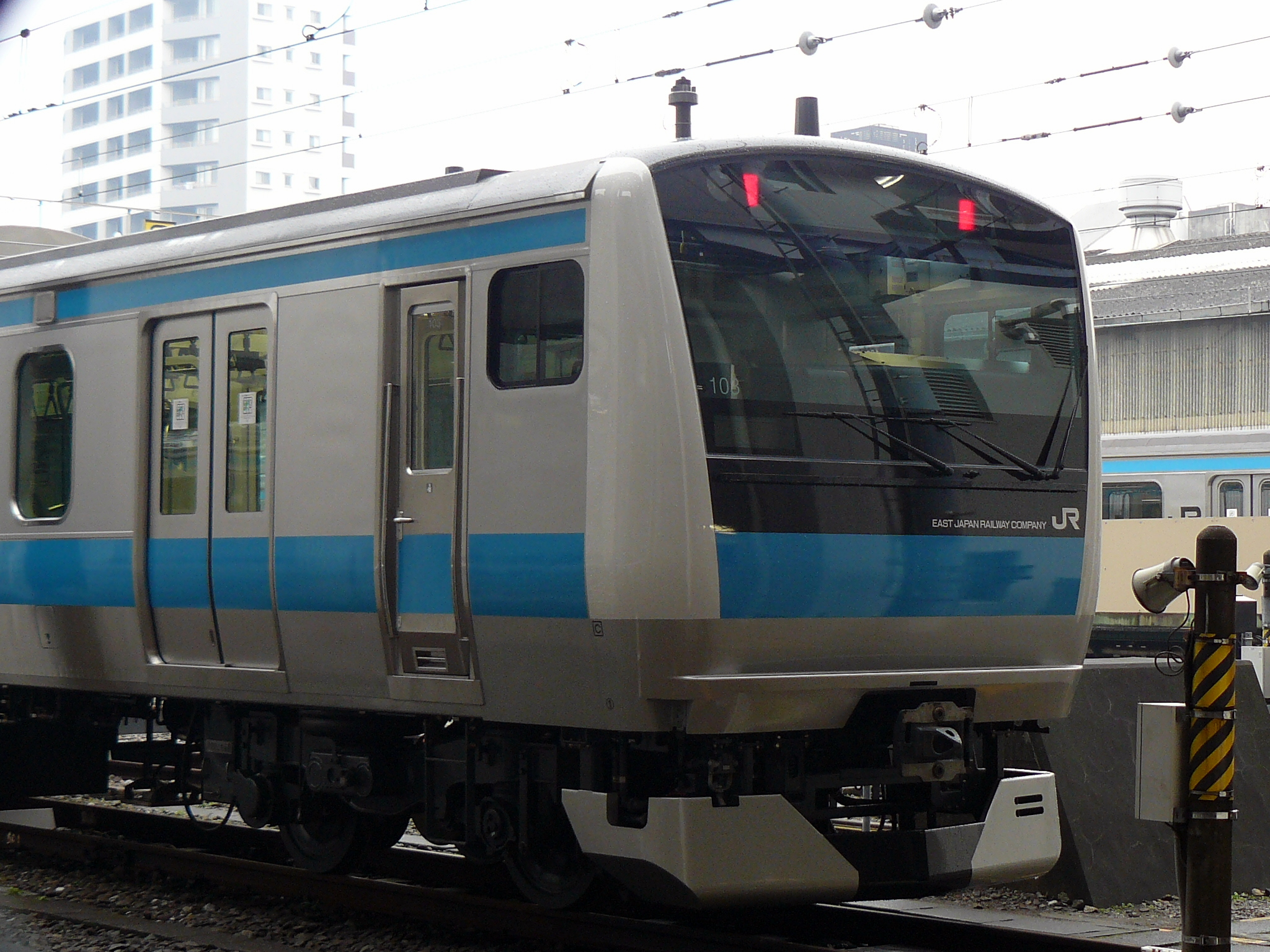
Elettrotreno serie E233

- E233-1000Elettrotreno serie E233

### Passato

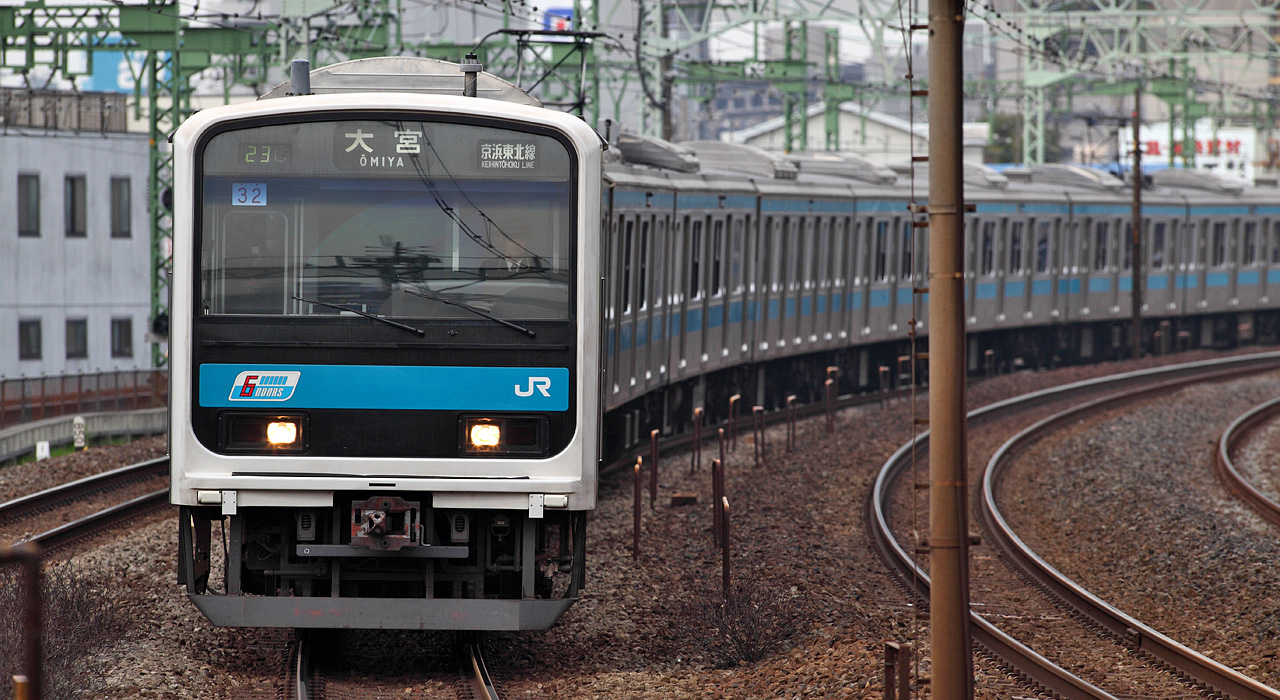
Un convoglio della serie 209 ritratto in piena linea

- 209
- 205
- 103